# Finger food

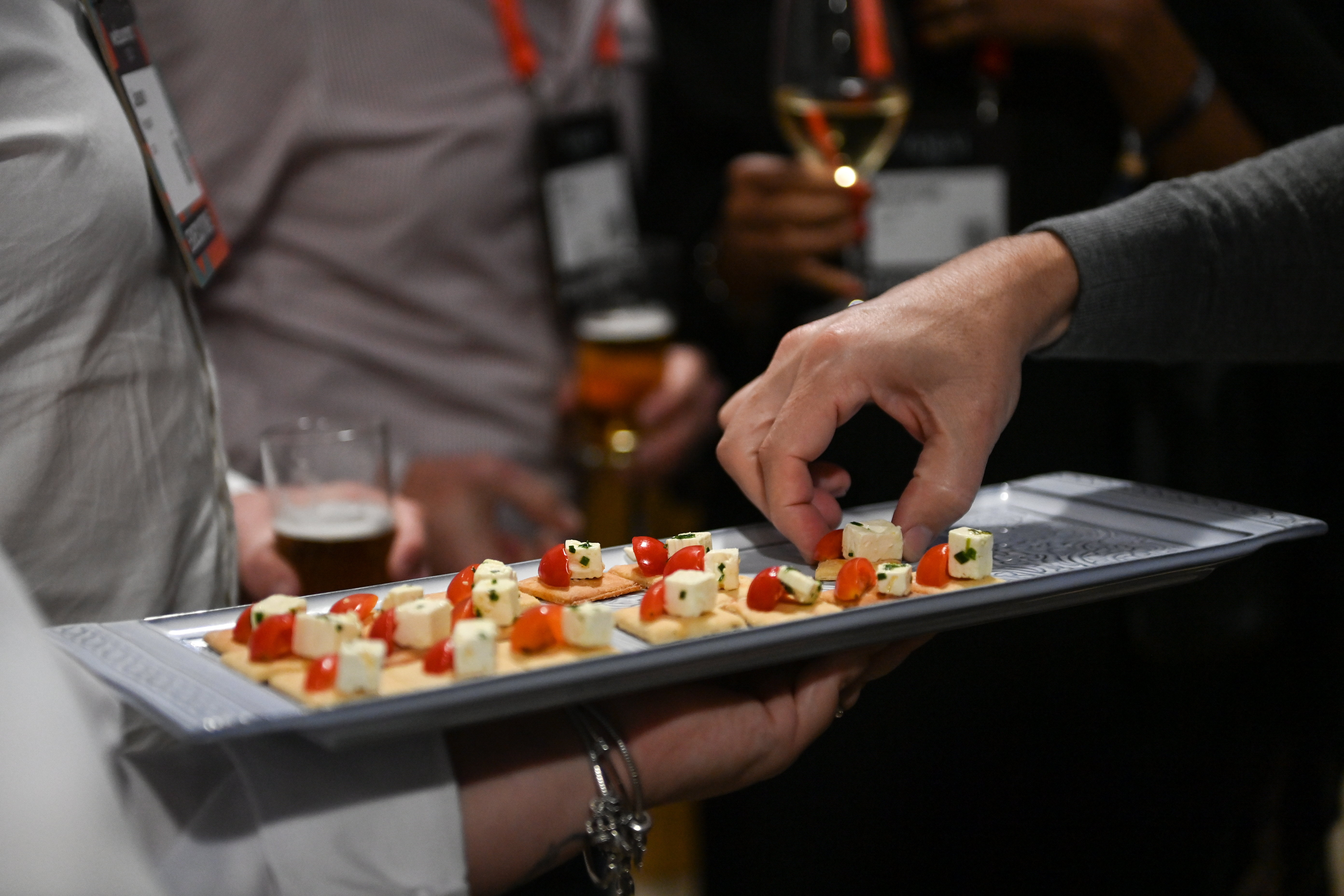
Finger food che viene servito

Il finger food (termine inglese) è cibo mangiato con le mani, a differenza del cibo mangiato con un coltello e una forchetta, bacchette o altri utensili. 

## Caratteristiche
In alcune culture il cibo si mangia quasi sempre con le mani, per esempio la cucina etiope è servita avvolgendo vari piatti in pane injera. Anche i filippini che hanno spesso pasti frequenti durante il giorno usano le mani per mangiare. In Indonesia gli operai nella pausa pranzo consumano il pasto a base di riso e avvolto in una foglia di banana, con le mani.
Esempi generalmente accettati di finger food sono i salatini, i rotoli di salsiccia, salsicce su stuzzicadenti, formaggi e olive su stuzzicadenti, ali di pollo, involtini primavera, quiche, samosa, bhajis alla cipolla, patate fritte, vol au vent e arancini di riso. Altri cibi conosciuti che vengono a volte considerati finger food includono la pizza, gli hot dog, la frutta e il pane.
In molti paesi ci sono aziende di catering che forniscono finger food per eventi come i matrimoni, i fidanzamenti, i compleanni e altre celebrazioni. Per i matrimoni, in particolare, il finger food sta diventando sempre più popolare, perché meno costoso e offre più flessibilità di scelta di menù. Antipasti da gourmet come quiche, pâté, caviale e sandwich sono adatti a un evento formale, mentre cibo più familiare, come frutta tagliata, salatini, cracker e biscotti sono preferibili in celebrazioni più informali.